# Kategoria e Parë 1975-1976
La Kategoria e Parë 1975-1976 fu la 37ª edizione della massima serie del campionato albanese di calcio disputata tra il 13 settembre 1975 e il 6 giugno 1976 e conclusa con la vittoria della Dinamo Tirana, al suo undicesimo titolo.
Capocannoniere del torneo fu Ilir Përnaska (Dinamo Tirana) con 18 reti.

## Formula
Il numero di squadre passò da 14 e 12 che disputarono un turno di andata e ritorno per un totale di 22 partite.
L'ultima classificata retrocedette in Kategoria e Dytë.
Il Naftëtari fu retrocesso per differenza reti.
Nessuna squadra si qualificò alle coppe europee.

## Squadre
| Squadra             | Città        | Stadio | Stagione 1974-1975 |
| ------------------- | ------------ | ------ | ------------------ |
| Labinoti            | Elbasan      |        | 5°                 |
| 17 Nëntori          | Tirana       |        | 4°                 |
| KF Partizani Tirana | Tirana       |        | 3°                 |
| Dinamo Tirana       | Tirana       |        | Campione d'Albania |
| Flamurtari          | Valona       |        | 11°                |
| Besa Kavajë         | Kavajë       |        | 6°                 |
| Vllaznia            | Scutari      |        | 2°                 |
| Traktori            | Lushnjë      |        | 8°                 |
| Lokomotiva          | Durazzo      |        | 7°                 |
| Luftëtari           | Argirocastro |        | Kategoria e Dytë   |
| Naftëtari           | Kuçovë       |        | 10°                |
| Shkëndija Tirana    | Tirana       |        | 9°                 |

## Classifica finale
|                    | Pos. | Squadra    | Pt | G  | V  | N  | P  | GF | GS | DR  |
| ------------------ | ---- | ---------- | -- | -- | -- | -- | -- | -- | -- | --- |
| Albania (bandiera) | 1.   | Dinamo     | 28 | 22 | 11 | 6  | 5  | 44 | 22 | +22 |
|                    | 2.   | 17 Nëntori | 26 | 22 | 8  | 10 | 4  | 29 | 18 | +11 |
|                    | 3.   | Vllaznia   | 25 | 22 | 10 | 5  | 7  | 34 | 27 | +7  |
|                    | 4.   | Besa       | 23 | 22 | 5  | 13 | 4  | 20 | 18 | +2  |
|                    | 5.   | Partizani  | 23 | 22 | 6  | 11 | 5  | 15 | 16 | -1  |
|                    | 6.   | Flamurtari | 22 | 22 | 8  | 6  | 8  | 17 | 20 | -3  |
|                    | 7.   | Shkëndija  | 20 | 22 | 6  | 8  | 8  | 18 | 18 | 0   |
|                    | 8.   | Labinoti   | 20 | 22 | 5  | 10 | 7  | 17 | 22 | -5  |
|                    | 9.   | Lokomotiva | 20 | 22 | 7  | 6  | 9  | 13 | 24 | -11 |
|                    | 10.  | Luftëtari  | 19 | 22 | 7  | 5  | 10 | 19 | 23 | -4  |
|                    | 11.  | Traktori   | 19 | 22 | 7  | 5  | 10 | 17 | 24 | -7  |
|                    | 12.  | Naftëtari  | 19 | 22 | 5  | 9  | 8  | 17 | 28 | -11 |

Legenda:

      Campione d'Albania
      Retrocesso in Kategoria e Dytë
Note:

Due punti a vittoria, uno a pareggio, zero a sconfitta.

## Verdetti
- Campione: Dinamo Tirana
- Retrocessa in Kategoria e Dytë: Naftëtari